# Mehmet Fuat Köprülü

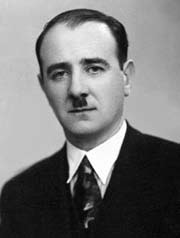
Mehmet Fuat Köprülü.

Mehmet Fuat Köprülü, även känd som Köprülüzade, född 5 december 1890, död 28 juni 1968, var en turkisk vetenskapsman.
Köprülü blev 1913 professor i turkisk historia och litteratur vid universitetet i Istanbul. Han upprättade även och blev förste chef för turkologiska institutionen i Istanbul. Köprülü blev mest känd som kännare av äldre turkisk litteratur och för sina religionshistoriska arbeten rörande både primitiv turkisk och islamisk religion.